# Hrabstwo Saunders
Hrabstwo Saunders (ang. Saunders County) – hrabstwo w stanie Nebraska w Stanach Zjednoczonych. Obszar całkowity hrabstwa obejmuje powierzchnię 759,82 mil2 (1 967,93 km²). Według danych z 2010 r. hrabstwo miało 20 780 mieszkańców. Hrabstwo powstało w 1856 roku. Pierwotnie nosiło imię Johna Calhouna, jednak w 1862, podczas wojny secesyjnej zostało mu zmieniona nazwa na cześć Alvina Saundersa - ostatniego gubernatora Terytorium Nebraski - protoplasty m.in. Nebraski.

## Sąsiednie hrabstwa
- Hrabstwo Dodge (północ)
- Hrabstwo Douglas (wschód)
- Hrabstwo Sarpy (wschód)
- Hrabstwo Cass (południowy wschód)
- Hrabstwo Lancaster (południe)
- Hrabstwo Seward (południowy zachód)
- Hrabstwo Butler (zachód)
- Hrabstwo Colfax (północny zachód)

## Miasta
- Ashland
- Wahoo
- Wann (CDP)
- Yutan

## Wioski
- Cedar Bluffs
- Ceresco
- Colon
- Ithaca
- Leshara
- Malmo
- Mead
- Memphis
- Morse Bluff
- Prague
- Valparaiso
- Weston